# Джефф Петрі
Джеффрі Петрі (англ. Jeffrey Petry; 9 грудня 1987, м. Енн-Арбор, США) — американський хокеїст, захисник. Виступає за «Монреаль Канадієнс» у Національній хокейній лізі.
Виступав за Університет штату Мічиган (NCAA), «Спрингфілд Фелконс» (АХЛ), «Едмонтон Ойлерс», «Оклахома-Сіті Баронс» (АХЛ).
В чемпіонатах НХЛ — 314 матчів (20+61), у турнірах Кубка Стенлі — 12 матчів (2+1).
У складі національної збірної США учасник чемпіонатів світу 2012, 2013 і 2014 (26 матчів, 2+7).
Батько: Ден Петрі (пітчер ГБЛ).
Досягнення
- Бронзовий призер чемпіонату світу (2013)